# Completely Well
| 전문가 평가                         | 전문가 평가 |
| 평가 점수                           | 평가 점수   |
| 출처                                | 점수        |
| ----------------------------------- | ----------- |
| Allmusic                            | [ 1 ]       |
| The Rolling Stone Jazz Record Guide | [ 2 ]       |

《Completely Well》은 1969년에 발매된 미국의 블루스 기타리스트 B.B. 킹의 열일곱 번째 스튜디오 음반이다. R&B/솔과 팝 차트에서 모두 히트를 친 〈The Thrill Is Gone〉이 포함된 것으로 유명하다.
이 음반은 1969년 미국에서 LP 음반으로, 1987년 CD로 발매되었으며, 영국에서는 LP로만 발매되었다. 샌프란시스코 평론가 랄프 J. 글리슨의 라이너 노트는 대부분 킹의 프로필이며, LP의 제목인 〈Confessin' the Blues〉를 논하는 17개 단락 중 한 가지만이 있지만, 그 역사적 중요성(당시 거의 30세)만 언급하고 있다.

## 배경
〈The Thrill Is Gone〉은 로이 호킨스가 1950년대 초에 발표한 곡 커버로, 음반 버전에서는 빌 심칙의 안에 따라 스트링스가 추가되었다. 킹은 1997년 음반 《Deuces Wild》에서 트레이시 채프먼과의 듀엣으로 이 곡을 재연되었다.

## 평가
빌보드 200에서는 1970년 4월 4일 최고 38위를 기록하며 킹 최초의 전미 톱 40 음반이 되었다. 또 빌보드 R&B 음반 차트 5위에 오르며 《Live at the Regal》 (1965년) 이후 약 5년 만에 이 차트 톱 10에 진입했다.
음반부터의 싱글 〈The Thrill Is Gone〉은 빌보드 핫 100으로 자신 최고인 15위에 달했고, 빌보드 R&B 싱글 차트에서는 3위를 기록했다. 또 이어지는 〈So Excited〉는 핫 100에서 54위, R&B 차트에서 14위를 기록했다.

## 곡 목록
| #  | 제목                          | 작사·작곡                                     | 재생 시간 |
| -- | ----------------------------- | --------------------------------------------- | --------- |
| 1. | 〈So Excited〉                | B.B. 킹, 제리 제모트                          | 5:34      |
| 2. | 〈No Good〉                   | 페르디난드 워싱턴, 킹                         | 4:35      |
| 3. | 〈You're Losin' Me〉          | 워싱턴, 킹                                    | 4:54      |
| 4. | 〈What Happened〉             | 킹                                            | 4:41      |
| 5. | 〈Confessin' the Blues〉      | 제이 맥샨, 월터 브라운                        | 4:56      |
| 6. | 〈Key to My Kingdom〉         | 맥스웰 데이비스, 조 조세아, 클로드 바움       | 3:18      |
| 7. | 〈Cryin' Won't Help You Now〉 | 샘 링, 줄스 타우브                            | 6:30      |
| 8. | 〈You're Mean〉               | 킹, 제모트, 휴 매크래컨, 폴 해리스, 허비 로벨 | 9:39      |
| 9. | 〈The Thrill Is Gone〉        | 릭 다넬, 로이 호킨스                          | 5:30      |